# Ettelried
Ettelried ist ein Pfarrdorf mit rund 345 Einwohnern und Teil der Gemeinde Dinkelscherben im schwäbischen Landkreis Augsburg. Es befindet sich in der Landschaft der Reischenau. Das Dorfgebiet von 832,26 ha ist mehr als zur Hälfte bewaldet. 

## Geschichte
Der Ortsname der Rodungssiedlung war ursprünglich Utilinried. Gegründet wurde die Siedlung vermutlich im 11. Jahrhundert und wird urkundlich wie die Burg das erste Mal im 12. Jahrhundert erwähnt. Ab der Mitte des 15. Jahrhunderts war die Siedlung im Besitz der Fugger.

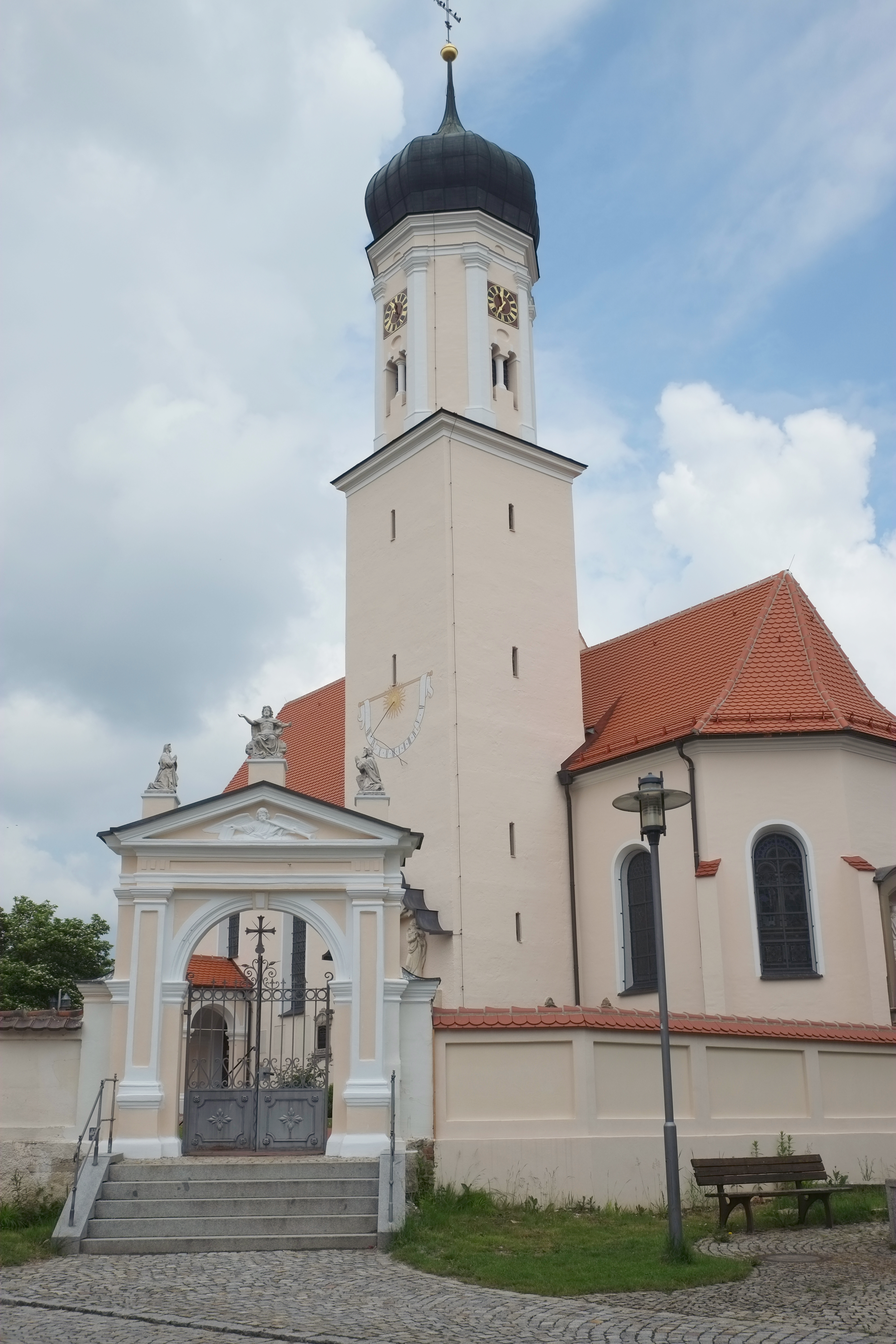
Pfarrkirche St. Katharina

Von 1862 bis 1929 gehörte Ettelried zum Bezirksamt Zusmarshausen und ab 1929 zum Bezirksamt Augsburg, das ab 1939 dann als Landkreis Augsburg bezeichnet wurde. Die bislang selbständige Gemeinde Ettelried wurde am 1. Januar 1977 im Zuge der Gemeindegebietsreform nach Dinkelscherben eingemeindet.

## Sehenswürdigkeiten
- Schloss Ettelried
- Katholische Pfarrkirche St. Katharina
- Schererhaus
- Pfarrhaus, erbaut 1766
- Wegkapelle, erbaut 1870

## Vereine
- Schützenverein Rauhenbergschützen
- Freiwillige Feuerwehr Ettelried
- Krieger- und Soldatenverein